# Golden Raspberry Awards 2015
De Golden Raspberry Awards 2015-uitreiking vond plaats op 27 februari 2016, een dag voor de uitreiking van de Oscars. De prijs werd toegekend aan de slechtste uitvoeringen betreffende film uit 2015. De genomineerden werden bekendgemaakt op 13 januari 2016. Het was de 36e editie van dit evenement. Fifty Shades of Grey, Jupiter Ascending, Paul Blart: Mall Cop 2 en Pixels kregen de meeste nominaties, namelijk 6.

## Genomineerden en winnaars
| "Winnaar"* |

| Categorie                                    | Nominaties |
| -------------------------------------------- | --- |
| Slechtste film                               | Fantastic Four (20th Century Fox)                                                                                               |
| Slechtste film                               | Fifty Shades of Grey (Universal Pictures/Focus Features)                                                                        |
| Slechtste film                               | Jupiter Ascending (Warner Bros.)                                                                                                |
| Slechtste film                               | Paul Blart: Mall Cop 2 (Columbia Pictures)                                                                                      |
| Slechtste film                               | Pixels (Columbia Pictures) |
| Slechtste acteur                             | Jamie Dornan in Fifty Shades of Grey                                                                                            |
| Slechtste acteur                             | Adam Sandler in The Cobbler en Pixels                                                                                           |
| Slechtste acteur                             | Channing Tatum in Jupiter Ascending                                                                                             |
| Slechtste acteur                             | Johnny Depp in Mortdecai |
| Slechtste acteur                             | Kevin James in Paul Blart: Mall Cop 2                                                                                           |
| Slechtste actrice                            | Dakota Johnson in Fifty Shades of Grey                                                                                          |
| Slechtste actrice                            | Gwyneth Paltrow in Mortdecai |
| Slechtste actrice                            | Jennifer Lopez in The Boy Next Door                                                                                             |
| Slechtste actrice                            | Katherine Heigl in Home Sweet Hell                                                                                              |
| Slechtste actrice                            | Mila Kunis in Jupiter Ascending                                                                                                 |
| Slechtste mannelijke bijrol                  | Eddie Redmayne in Jupiter Ascending                                                                                             |
| Slechtste mannelijke bijrol                  | Chevy Chase in Hot Tub Time Machine 2 en Vacation                                                                               |
| Slechtste mannelijke bijrol                  | Jason Lee in Alvin and the Chipmunks: The Road Chip                                                                             |
| Slechtste mannelijke bijrol                  | Josh Gad in Pixels en The Wedding Ringer                                                                                        |
| Slechtste mannelijke bijrol                  | Kevin James in Pixels |
| Slechtste vrouwelijke bijrol                 | Kaley Cuoco in Alvin and the Chipmunks: The Road Chip (stem) en The Wedding Ringer                                              |
| Slechtste vrouwelijke bijrol                 | Amanda Seyfried in Love the Coopers en Pan                                                                                      |
| Slechtste vrouwelijke bijrol                 | Julianne Moore in Seventh Son                                                                                                   |
| Slechtste vrouwelijke bijrol                 | Michelle Monaghan in Pixels |
| Slechtste vrouwelijke bijrol                 | Rooney Mara in Pan |
| Slechtste duo                                | Jamie Dornan en Dakota Johnson in Fifty Shades of Grey                                                                          |
| Slechtste duo                                | Adam Sandler en eender welk paar schoenen in The Cobbler                                                                        |
| Slechtste duo                                | Alle vier de "Fantastics" (Miles Teller, Michael B. Jordan, Kate Mara en Jamie Bell) in Fantastic Four                          |
| Slechtste duo                                | Johnny Depp en zijn opgekleefde snor in Mortdecai                                                                               |
| Slechtste duo                                | Kevin James en ofwel Segway of zijn opgekleefde snor in Paul Blart: Mall Cop 2                                                  |
| Slechtste Prequel, Remake, Rip-off of Sequel | Fantastic Four (20th Century Fox)                                                                                               |
| Slechtste Prequel, Remake, Rip-off of Sequel | Alvin and the Chipmunks: The Road Chip (20th Century Fox)                                                                       |
| Slechtste Prequel, Remake, Rip-off of Sequel | Hot Tub Time Machine 2 (Paramount Pictures/MGM)                                                                                 |
| Slechtste Prequel, Remake, Rip-off of Sequel | Paul Blart: Mall Cop 2 (Columbia Pictures)                                                                                      |
| Slechtste Prequel, Remake, Rip-off of Sequel | The Human Centipede III (Final Sequence) (IFC Films)                                                                            |
| Slechtste regisseur                          | Josh Trank voor Fantastic Four                                                                                                  |
| Slechtste regisseur                          | Andy Fickman voor Paul Blart: Mall Cop 2                                                                                        |
| Slechtste regisseur                          | Lana en Andy Wachowski voor Jupiter Ascending                                                                                   |
| Slechtste regisseur                          | Sam Taylor-Johnson voor Fifty Shades of Grey                                                                                    |
| Slechtste regisseur                          | Tom Six voor The Human Centipede III (Final Sequence)                                                                           |
| Slechtste verhaal                            | Fifty Shades of Grey (scenario van Kelly Marcel, gebaseerd op Vijftig tinten grijs van E.L. James)                              |
| Slechtste verhaal                            | Fantastic Four (scenario van Jeremy Slater, Simon Kinberg en Josh Trank, gebaseerd op de Marvel Comics-personages)              |
| Slechtste verhaal                            | Jupiter Ascending (geschreven door de Wachowski's)                                                                              |
| Slechtste verhaal                            | Paul Blart: Mall Cop 2 (geschreven door Nick Bakay en Kevin James)                                                              |
| Slechtste verhaal                            | Pixels (scenario van Tim Herlihy en Timothy Dowling, verhaal van Tim Herlihy, gebaseerd op de kortfilm Pixels van Patrick Jean) |
| The Razzie Redeemer Award                    | Sylvester Stallone (Van meervoudig RAZZIE-"winnaar" naar prijswinnaar voor Creed)                                               |
| The Razzie Redeemer Award                    | Elizabeth Banks (Van RAZZIE-"winnende" regisseur voor Movie 43 naar regisseur van de succesfilm Pitch Perfect 2)                |
| The Razzie Redeemer Award                    | M. Night Shyamalan (Van meervoudig RAZZIE-genomineerde en -"winnaar" naar regisseur van de succesfilm The Visit)                |
| The Razzie Redeemer Award                    | Will Smith (Van RAZZIE-"winnaar" voor After Earth naar ster in Concussion)                                                      |
| Barry L. Bumstead Award                      | United Passions |